# 叛逆性ミリオンアーサー
『叛逆性ミリオンアーサー』（はんぎゃくせいミリオンアーサー、HAN-GYAKU-SEI Million Arthur）は、スクウェア・エニックスのオンラインRPG。
『拡散性ミリオンアーサー』から展開しているミリオンアーサーシリーズの一つで、2018年2月6日にミリオンアーサーシリーズ 新プロジェクトの一つとして発表された。

## 概要
『交響性ミリオンアーサー』と同時発表された新規タイトルで、ジャンルはアニメオンラインRPG（MMORPG）。開発はスクウェア・エニックス、NetEase。中華圏で先行配信、2018年11月29日より日本国内サービス開始。何者かによって過去の歴史が改変されたことにより、破滅に向かう未来のブリテンを救うため、未来の世界から過去へと派遣された6人のエージェントアーサーと6人の妖精の物語。「拡散性」や「乖離性」と同じ時間軸の世界で展開されるストーリーとなっており、共通の敵に立ち向かうため、未来のプリドヴェンのアーサー達と現代のヘヴリディーズのアーサー達が協力関係になっていく。
2019年9月30日をもってサービスを終了。
2018年にはテレビアニメ化が決定し、同年10月から2019年6月まで2クールで放送された（後述）。
こちらは『聖母』や『列聖王』を中心とした、鎌池和馬によるシナリオ原案・監修のゲーム版とは異なり、アニメ版独自のストーリー展開となっており、大量に引き抜かれた『過去のエクスカリバー』およびアーサーが時空を歪めた未来における騒乱の原因とし、『機関』によって過去へ派遣されたアーサーによる『100万本のエクスカリバーの破壊』が主軸ストーリーになっている。
ゲーム版における作中用語もアニメ版独自の表現になっているものもある。
（例）「シンクロ」→「妖精合体」

## ゲームシステム
- 章ごとに用意された特別なマップで様々なクエストをクリアしていくことでシナリオが進む。
- 入手したカードをデッキの5つのスロットにセットすると、バーチャルパッドの右下に配置されたボタン(アクションコマンド)に騎士カードが割り当てられる。
- 騎士カードの対応するボタンを押して攻撃することによって、カードの効果を発動してマップ上の敵を倒していく。デッキメイクとMMOとアクションRPGの3つの要素を併せ持つゲームシステム。
- 騎士カードにはボタンを再度押せるようになるまでの待ち時間(CD：クールダウン)が設定されている。

## ジョブ
- ゲーム開始時に選んだキャラクターによって戦闘での役割が異なる。
- メインストーリーもそのキャラクターのバージョンに変わる。

団長（支援orタンクタイプ）
攻撃も支援もタンクも出来る万能タイプ。
近距離物理と支援orタンク担当。
鉄拳（タンクタイプ）
敵を殴ってダメージを稼ぎつつ、挑発。
近距離物理とタンク担当。
山猫（魔法DPSタイプ）
広範囲の魔法攻撃と手数でダメージを稼ぐ。
遠距離を得意とする魔法火力担当。
閣下（デバッファータイプ）
敵を弱体化させ、仲間の戦闘をサポートする。
瞑想の他、防蟲、毒蟲、起爆など。
遠距離魔法とデバフ担当。
錬金（ヒーラータイプ）
戦況を読みながら前線の味方を回復させる。
中距離でヒーラー担当。
流浪（物理DPSタイプ）
前方の乱戦は味方に任せ、後方からダメージを稼ぐ。
遠距離が得意で、サポートもこなす物理火力担当。

## ゲーム登場キャラクター

### プリドヴェン／剣の物語
トマス・マロリー
声 - ？
プリドヴェンを創設した魔法使い。限られた人物の前しか姿を見せない用心深い人物で、エージェントアーサーの中で唯一姿を見たことがある団長アーサーいわく見た目は聖パトリックによく似ているらしいが……。
団長アーサー
声 - 雨宮天
破滅に向かう未来の世界のブリテンを救うため、過去へと派遣されたエージェントアーサーの一人。大剣型のエクスカリバーを扱う。しっかり者で、チームの和を保つことを優先させる。武門の家系の生まれ。
ナックラヴィ
声 - 茜屋日海夏
リーダー専属の妖精として派遣された団長アーサーのサポート妖精。母親のように面倒見の良い妖精。団長と相性が良く、思いっきり依存されている。
閣下アーサー
声 - 花江夏樹
破滅に向かう未来の世界のブリテンを救うため、過去へと派遣されたエージェントアーサーの一人。魔導書型のエクスカリバーを扱う。性格は尊大な俺様気質。富豪アーサーのことを偉大な英雄だと尊敬している。エージェントアーサーとしての任務だけでなく、ある「一族」としての任務もあるらしい。
ブリギッテ
声 - 芹澤優
閣下アーサーのサポート妖精。アーサー達を先輩扱いしており、後輩めいた口調で話す。閣下アーサーが心を許す数少ない相手。
山猫アーサー
声 - 竹達彩奈
破滅に向かう未来の世界のブリテンを救うため、過去へと派遣されたエージェントアーサーの一人。重火器型のエクスカリバーを扱う。エリート意識は人一倍で強がりな一面も。歌姫アーサーの大ファンで、その歌は未来の彼女の故郷の国でも歌い継がれていた。自身の過去の境遇も相まって、「裏切りの騎士」とレッテルを貼られたモードレッドにシンパシーを感じている。
クーピー
声 - 東山奈央
山猫アーサーのサポート妖精。天然女子ぶってはいるが、全ては緻密な計算で演出された疑似天然。自分が一番カワイイ存在でありたいと思っている。
流浪アーサー
声 - 中村悠一
破滅に向かう未来の世界のブリテンを救うため、過去へと派遣されたエージェントアーサーの一人。二丁拳銃型のエクスカリバーを扱う。エージェントとして腰を落ち着けるまでは、漠然と流離って生きていたことから「流浪」の名を得る。クールで達観している色男だが、美女を見ると口説きだすのが玉に瑕。
ベトール
声 - 日高里菜
流浪アーサーのサポート妖精。非常に知性が高く優秀であるが故に発言がドSで厳しい。だが、意外と情にはもろい。
錬金アーサー
声 - 水瀬いのり
破滅に向かう未来の世界のブリテンを救うため、過去へと派遣されたエージェントアーサーの一人。ハンマー型のエクスカリバーを扱う。孤児として各地を転々とし、様々なアルバイトをしていた。ブリテンの歴史や伝承に詳しく、一度語り出すと止まらなくなる。
ボダッハ
声 - 三森すずこ
錬金アーサーのサポート妖精。自分を優秀だと思っているが少々抜けている所があり、少しポンコツ気味。錬金がツッコミ役。
鉄拳アーサー
声 - 柿原徹也
破滅に向かう未来の世界のブリテンを救うため、過去へと派遣されたエージェントアーサーの一人。ガントレット型のエクスカリバーを扱う。一見は脳筋タイプだが、仲間のことをしっかり考えて行動している。
ティターニア
声 - 高橋李依
鉄拳アーサーのサポート妖精。鉄拳とコンビを組む前はあるアーサー候補の青年のパートナー妖精だった。かつての主と鉄拳を比べてしまうことがある。最近、鉄拳と息が合ってきたことを内心嬉しく思っている。
コルム
声 - 悠木碧
拠点用の妖精を生み出す過程で猫が紛れ込み誕生した妖精のようで妖精ではない存在。任務やプリドヴェンでの私生活をサポートしてくれる。
エージェント・ドナ
声 - 茅原実里
アーサーチームをサポートするために派遣されているプリドヴェン所属のエージェントの一人。冷静沈着で淡々と仕事をこなしているように見えて、意外と情に厚いタイプ。
エージェント・ブラヴォ
声 - 中田譲治
アーサーチームをサポートするために派遣されているプリドヴェン所属のエージェントの一人。聖母関係の秘匿情報を知っている素振りを見せるが、上層部から話す許可が降りていないために全く話そうとしない。エージェントの中では年配。
エージェント・クラッシュ
声 - 櫻井孝宏
アーサーチームをサポートするために派遣されているプリドヴェン所属のエージェントの一人。一見クールで冷たい態度だが、アーサー達の心身の状態や変化もよく観察していて気に掛けている。オペレーション「ハーメルン」の後、外敵の飛行船内に留まりすぎたことで襲撃され、半塩化状態にさせられてしまった。最期は全身にまで塩化が広がってしまい、アーサー達に未来を託すため、自身をサンプルデータとして回収させた。
エージェント・エリー
声 - 加隈亜衣
アーサーチームをサポートするために派遣されているプリドヴェン所属のエージェントの一人。ストーリー第2章「歪曲されし施政領域」より登場。外敵による占拠が進んでいるキャメロット宮殿の調査へと向かうアーサー達のサポートを担当。団長アーサーの冗談を軽く流したり、あまり感情を表に出さないタイプだが、責任感が強く、時にはネガティブになる場面も。

### 聖母
聖母アンナ
声 - 大久保瑠美
外敵による侵攻と塩化による被害が合わさって、廃墟と化したリエンス領で出会った謎の少女。自分のことを「はぐれた物語」であるという。3人の聖母のうち伝説を収束させる聖母。
聖母マトローナ
声 - 能登麻美子
断絶の時代から各地に散らばった遺物の探索と管理を目的としてきた一族「我々」の女王。3人の聖母のうち伝説を氾濫させる聖母。
聖母ディアナ
声 - 悠木碧
ソールズベリーの遺跡で出会った謎の少女。茨の冠で列聖化した歌姫アーサーの歌によって目覚めた。3人の聖母のうち伝説を終わらせる聖母。

### キャメロット／竜の物語
聖パトリック
声 - 佐々木省三
マーリンと全く同じ見た目の謎の人物。マーリン本人であればニムエにより幽閉されているはずだが……。
ベディヴィア
声 - 久野美咲
聖パトリックを「王」として付き従い、行動している騎士。見た目は小さい幼女だが、戦闘力は高い。
ウーサー・ペンドラゴン
声 - 佐藤拓也
本来は第一期戴冠作戦の失敗をもって廃棄された騎士であるが、歴史改変の影響を受け、キャメロットの玉座に出現。因子を複製した騎士ではなく、本物。本人は「生ける王」であり、「生ける竜」であると言う。
ロット王
声 - 置鮎龍太郎
何者かによって聖遺物を与えられ、列聖したロット王。新しいブリテンにはエクスカリバーもアーサーも不要であると、アーサー達に戦いを挑んでくる。
ガヘリス因子聖騎士
声 - 浪川大輔
乗っ取られたキャメロットに出現した騎士。

### 槍の物語
ヘヴリディーズ
傭兵アーサー
声 - 阿部敦
ヘヴリディーズの4人のアーサーの1人。ハッグの大群を1人で倒してしまうくらい戦闘力が高い。常に仲間のことを気にかけている心優しきアーサー。
富豪アーサー
声 - 岡本信彦
ヘヴリディーズの4人のアーサーの1人。戦争が終わりいつかブリテンに平和が訪れた時のために将来の交易を見据えた行動を忘れない。閣下アーサーから尊敬の眼差しを向けられている。
盗賊アーサー
声 - 佐倉綾音
ヘヴリディーズの4人のアーサーの1人。列聖王に支配されたキャメロットの状況の調査に来ているところで、エージェントアーサー達と出会う。4人の中で1番身軽で素早く、おとり役や潜入役を任されることが多い。
歌姫アーサー
声 - 内田真礼
ヘヴリディーズの4人のアーサーの1人。彼女の歌は、遠く未来の山猫アーサーの故郷の国でも歌い継がれていた。ソールズベリーの遺跡で茨の冠に触れて列聖化してしまう。
スカアハ
声 - 坂本真綾
ヘヴリディーズのアーサー達を率いている教官である魔女。プリドヴェンのアーサー達をいち早く未来から来たアーサーと見抜いていた。キャメロットの列聖王に対抗する方法を知るためにプリドヴェンが持つ技術や知識を頼ろうとしている。
ウアサハ
声 - 金元寿子
スカアハが城の家事全般を任せているメイドの妖精。スカアハが扱っているスパコン「ドン＝クアルンゲ」とも深い繋がりがある。
ファルサリア
声 - 茅野愛衣
ストーリー開始時点で聖母による原因不明のウイルスにより、彼女本来の力を封じられた状態。(アーサー達が過去に来る前に何があったのかは不明)
ペラムにより塩化兵器「聖母砲スターバトマーテル」がヘヴリディーズへと撃ち込まれた際に、最後の力を振り絞り防いだが、代わりに半機能停止状態になってしまった。
コナハト、「我々」／銃の物語
ペラム(ロンギヌス)
声 - 森川智之
断絶の時代から各地に散らばった遺物の探索と管理を目的としてきた一族「我々」の長。聖母マトローナによって戦術塩化兵器としての力を与えられた「聖槍」により列聖し、列聖ロンギヌスとなった。
パーシヴァル
声 - 花澤香菜
ペラムや聖母マトローナに付き従い、行動している「我々」の一員。戦闘力はかなり高い。
メイヴ
声 - 豊崎愛生
「我々」と手を組み、列聖したコナハトの女王。城の奥にカラティンを侵入させるため、女王自らおとり役になっていた。
カラティン
声 - 安元洋貴
コナハトの提督。メイヴと同じく、城の内部への侵入はパーシヴァルに治療中のファルサリアを誘拐させるための陽動だった。

### 他キャラクター
リエンス王
声 - 勝杏里
自らの領地が「塩化」して塩の大地と化した原因にもなっている列聖化させられ暴走しているリエンス王。
ケイ
声 - 松風雅也
キャメロットで出会った謎の男。アーサー達に何かと情報提供してくれる。プリドヴェンにまつわる作戦の内容を知っているようだが……真の目的は不明。
モードレッド
声 - 福山潤
全アーサーの因子とそれを束ねるモルゴースの因子によって対アーサー用に製造された騎士。裏切りを運命付けられた騎士であったが、今は王国の審判役としてブリテンの運命を見守っている。マーリンがウーサーとキャメロットを奪い、何かを企んでいるのではないかと思い、丘陵キャムランに帰還。見た目が全く同じ聖パトリックをマーリンだと思い込んでいる。
ランスロット
声 - 神谷浩史
丘陵キャムランにて現れた、何者かにより塩化させられた湖の騎士。塩化とキャムランの魔力の影響を受け弱体化していた。
アーサー 剣術の城
声 - 宮野真守
プリドヴェンのアーサー達が学ぶ、全ての武術の基本を作ったとされているアーサー。丘陵キャムランにて現れた彼は、聖パトリックがとある実験のために用意した因子を複製した偽物であり、終焉の槍ロンゴミドを与えられ、列聖化させられていた。
アーサー 技巧の場
声 - 佐藤利奈
公式サイトに新規収録ボイスはあるが、本編未登場。
アーサー 魔法の派
声 - 釘宮理恵
公式サイトに新規収録ボイスはあるが、本編未登場。

## アニメ登場キャラクター
一部を除き『叛逆性』から登場するメインキャラクターのみ記載。その他は『拡散性ミリオンアーサー』『乖離性ミリオンアーサー』の項目を参照。

### アーサー
団長アーサー
声 - 雨宮天
100万本のエクスカリバーを破壊する為にエクスカリバーを振るうアーサーの一人。その名の通り、チームを取りまとめるリーダー。しっかり者で、チームの和を保つことを優先させる。料理の腕前は他のアーサーも認めるほど達者。無類のコスプレ好きだが、他のアーサーからは不評のようである。その一方で身勝手であるゆえにいかがわしい行動を見せる一面も。
武器は大剣型エクスカリバー。
錬金アーサー
声 - 水瀬いのり
100万本のエクスカリバーを破壊する為にエクスカリバーを振るうアーサーの一人。もともとは孤児院で育った女の子。背丈のせいか子供扱いされがちだということを気にしている。他のメンバーと出会った当初は人見知りだったが、眼鏡アーサー（CV:水島大宙）を倒した後からは団長には信頼を寄せている。一方で、博識的で雑学に長ける一面もあり、時にそれを活かした戦術を見せることもある。流浪からは「嬢ちゃん」と呼ばれている。読書好き。
武器はハンマー型エクスカリバー。
『乖離性』でも新章よりメインキャラクターの一人として登場している。
閣下アーサー
声 - 花江夏樹
100万本のエクスカリバーを破壊する為にエクスカリバーを振るうアーサーの一人。高飛車な性格で、普段は上から目線で物を言うことが多い。知性は非常に高く、物事を論理的に考えることは得意。一方で運動神経は非常に鈍く、ピンチには弱い。富豪アーサーに強い憧れを抱いている。
武器は魔導書型エクスカリバー。
鉄拳アーサー
声 - 柿原徹也
100万本のエクスカリバーを破壊する為にエクスカリバーを振るうアーサーの一人。閣下とは逆に物事は考えずに感覚で行動するタイプ。毎日筋力トレーニングを欠かさないほど運動神経に長けている一方で、頭が硬い。
武器はアーム型エクスカリバー。
山猫アーサー
声 - 竹達彩奈
100万本のエクスカリバーを破壊する為にエクスカリバーを振るうアーサーの一人。性格はサバサバとしており、自分の意思で行動するタイプ。団長からは「山ちゃん」と呼ばれているが、本人はそれを非常に嫌がっている。実は歌姫アーサーの大ファンで、歌姫と初めて対面した時は顔が真っ赤になるほど興奮していた。
武器は重火器型エクスカリバー。
流浪アーサー
声 - 中村悠一
100万本のエクスカリバーを破壊する為にエクスカリバーを振るうアーサーの一人。メンバーの中では人生経験が一番長い。クールでおおらかな性格で、達観的。パーティーに入る前は長らく独り暮らしを続けていた。
武器は二丁拳銃型エクスカリバー。

### サポート妖精
ナックラヴィ
声 - 茜屋日海夏
団長のサポート妖精。明るく真っ直ぐな性格で、団長とは常に意気投合している。時には暴走しがちになる団長に軽くツッコミを入れることも。
ボダッハ
声 - 三森すずこ
錬金のサポート妖精。知性の高い錬金を過保護かのように擁護している。意識が高いようだが、ことわざを間違えて覚えたり、要所要所でやらかしたりするほどのドジっ子。
ブリギッテ
声 - 芹澤優
閣下のサポート妖精。閣下にとっては貴重な話し相手。語尾に「ッス」とつけて後輩のように話す。
ティターニア
声 - 高橋李依
鉄拳のサポート妖精。常識力の低い鉄拳を知能の面でフォローしている。鉄拳のことはそれなりに信頼しているが、ツッコミを入れたりからかったりすることもしばしば。
クーピー
声 - 東山奈央
山猫のサポート妖精。妖精では一番の元気娘。天然キャラらしいが、こう見えて計算高く、機転がよく利いている。
ベトール
声 - 日高里菜
流浪のサポート妖精。普段は冷たくツンと振る舞うが、いざという時になると仲間のことを心配するなど、思いやる一面もある。漫然と生きている流浪の未来を心配している。

### ゲストキャラクター
以下はアニメ版に登場した『乖離性ミリオンアーサー』からのゲストキャラクター。
ファルサリア
声 - 茅野愛衣
あるべき法則を歪め、運命すら書き換える力を持つ伝承の妖精。おませな性格とは裏腹に数十万人のアーサーの軍勢を一瞬にして玉砕するほどの強靭なパワーを持つ。
盗賊アーサー
声 - 佐倉綾音
エクスカリバーを抜いたアーサーの一人。他人の噂話を盗み聞きしたりデータを盗んだりと盗みを利かせた戦術が得意。まな板なのがコンプレックス。武器はガンスラッシュ型エクスカリバー。
歌姫アーサー
声 - 内田真礼
エクスカリバーを抜いたアーサーの一人。見た目の風貌からして人気アイドルに見えるが、実はまだまだ駆け出し。

## 用語集
アーサーレベル
メインストーリーの解放に必要な条件となるレベル。メインクエスト、日常依頼、トレーニングダンジョン、円卓会議、拠点支援、エージェント試練、強敵襲来、ブリテンボス、アリーナ、トライアルダンジョンなどで経験値を得ることによって上げられる。
アクセサリー
首飾り、腕輪、指輪などの装備品。クエストや錬成によって入手可能。
アリーナ
アーサーレベル32で解放。他のプレイヤーと対戦することで報酬が貰える。(1日10回まで)
EXP効率
経験値効率。サーバーレベルに対して自分のレベルが低いほど経験値が多く貰えるシステム。(最大300％)
異次元の星耀石
装備を強化するために必要な素材。ログインボーナスやショップ、宝箱から入手可能。
茨の冠
ソールズベリーの遺跡で歌姫アーサーが触れたことで彼女を列聖化させ暴走させてしまった聖遺物。
塩化騎士
塩化によって何者かに意志を乗っ取られ、強化された騎士。
塩化抑制装置
プリドヴェンの技術部が開発している、塩化を一時的に抑える装置。アーサー達が集めたデータにより性能は向上してきている。
円卓会議
円卓(プレイヤーギルド)に参加する必要あり。毎日20：30〜20：50に開催される。開催前にエリア内に入って放置しておくことで経験値が貰える。
円卓基金
円卓を維持するために必要なコイン。
エージェント試練
アーサーレベル22で解放。パーティ専用のクエスト。妖精の経験値も多めに貰える。(1日10回まで)
回路
妖精を強化するための育成ボード。攻撃と生存の2種類のボードがある。回路の育成に必要な回路ポイントは回路ファクタを使用することで手に入る。
騎士ガチャ
アーサーレベル7で解放。使用アーサーに合わせた騎士カードが排出される。
キャメロット
何らかの理由により弱体化が進み、衰退したブリテンの中枢。現在は何者かに乗っ取られてしまっている。
キャラウェア/妖精ウェア
獲得経験値を増やす効果があるアイテム。
丘陵キャムラン
魔剣クラレントが生まれたとされている伝説の土地。聖パトリックの魔法によってアーサー達の転送地点が大きく歪み、この地に迷い込んでしまった。
強敵襲来
12：30、16：00、20：00に毎日開催されるデイリーイベント。
拠点支援
アーサーレベル16で解放。経験値の他、各種探知器が手に入る。
剣の物語
本来のアーサー王伝説「アーサー王の死」に沿うように制御され、マーリンや「我々」による「戴冠作戦」のレールに乗っている状態。
コストゲージ
スキルを発動する時にカードの使用コスト分のゲージを消費する。時間経過で回復する。
CR/CRダメージ
前者はクリティカルの発動率で、後者はクリティカルのダメージ率。
CR抵抗/CRダメージ軽減
敵のクリティカルの発動低下率と敵のクリティカルのダメージ軽減率。
召喚加速
召喚に対する時間短縮の比率。
シンクロ
アーサーと妖精が合体することで発動可能になる強力な必殺技。
素早さ
上昇に応じて物防、魔防、回避、CR抵抗、CRダメージ軽減がアップ。
精神
上昇に応じて魔攻、CR、CRダメージがアップ。
聖母
諸王に聖遺物を与え、列聖王にする謎の存在。
聖母砲スターバトマーテル
塩化を引き起こすための成分を指向性を持たせてから撃ち出す科学兵器。
セントマイケルズマウント
「我々」にファルサリアが誘拐され、連れて行かれた火山地帯。位置的にはカーボネック城跡に位置する。
セントラルタワー
リエンス領にある、外敵の飛行船が突き刺さっている崩壊寸前のタワー。
選抜戦
アーサーレベル56で解放。勝利すると「栄誉」が獲得出来る3人パーティのPvP。獲得した栄誉はショップで様々なアイテムと交換出来る。毎週月曜日、水曜日、金曜日の21：20〜22：30開催。
ソールズベリー
断絶の時代の古い遺跡が数多くある草原地帯。ハッグと呼ばれる特殊な敵性生物が出現する。聖母ディアナが封印されている土地。
属性ダメージ追加/軽減
属性攻撃(エンチャ)のダメージ追加数値、軽減数値。
体質
上昇に応じて最大HP、命中がアップ。
チップ
アーサーレベル35で解放。交易所やクエスト報酬などで手に入れたチップを特定の種類や配置(24パターン)で置くことによって様々な効果が発生する。
ディアナ封印装置
高度な技術を持つ科学者によって作られた、局地的に時間を制御、逆行させる装置。ソールズベリーの遺跡で目覚めてしまったディアナの力を押さえ込むために聖パトリックに仕えるベディヴィアから渡される。
ティンタージェル
エージェントアーサー達が聖母マトローナによって、「剣の物語」の伝説に認定される前、ステルス障壁を越えてプリドヴェンに奇襲攻撃を仕掛けてきた勢力。イグレーンやゴルロイス、魔女三姉妹の祖国。
転職因子
アーサーの切り替え(転職)に必要な専用アイテム。最初のプロローグ中だけ何度でも無料で転職可能。
投射奇跡
「聖槍」が持つ本来の力。衛星軌道上に存在する投射式奇跡。
特異点制御式奇跡
プリドヴェンの緊急転送プログラムによる転送地点を歪ませた聖パトリックが使用した魔法、因子転送陣。
トライアルダンジョン
アーサーレベル48で解放。経験値の他、変動ファクタも入手可能。(1日5回勝利するまで挑戦可能)
トレーニングダンジョン(トレダン)
スタミナを消費せずに経験値が貰える。(経験値は初回クリアのみ)
日常依頼
1日1回までクリア可。毎日午前5時に更新。
ハッグ
ソールズベリーやセントマイケルズマウントなど聖母がいる場所に現れる謎の敵性生物。
パナギアカウンター
伝説変動観測装置。伝説が書き換えられ、歪んでいる場所を歪曲率という形で数値化して測定出来る装置。
パワー
上昇に応じて物攻、CR、CRダメージがアップ。
武器スキン
獲得金貨を増やす効果があるアイテム。
ブリテンボス
毎週火曜日、木曜日、土曜日19：55〜20：30に開催されるイベント。
プリドヴェン
アーサー王の「楯」と呼ばれる飛空要塞。アーサー達の拠点。
ヘヴリディーズ
未来の世界のブリテンで歴史に残る伝説のカルテットとして語られている4人のアーサーが拠点とする居城。別名：訓練城ヘヴリディーズ。ファルサリアの歪曲のお陰で全壊は免れたが、聖母砲によって半崩壊状態になってしまった。
ヘッドスキン
HPの回復速度や回復量をアップする効果がある。
防具
ヘッド、ウェア、ボトムス、シューズなどの衣装。
マイホーム
自分好みの部屋を作成出来るハウジング機能。
マゴク(魔人)
断絶の時代よりも以前ブリテンに生息していた準因子生物。「竜の物語」に属する魔人。キャメロットへの侵入者を排除するように何者かの命令を受けている。
ミリオンコイン
交易所で様々な種類のアイテムと交換可能。日常依頼やミリオンの鍵で挑戦するミリオンコインダンジョンをクリアすることで集められる。
槍の物語
「剣の物語」のレールから乖離しようとするアーサー達が巻き込まれている断絶の時代の遺物を巡る抗争。アルスターやコナハト、「我々」や七聖王との戦い。
妖精用武器スキン
妖精がやられた時の復活時間を短縮するアイテム。
妖精用ヘッドスキン
妖精の好感度を上げるアイテム。
リエンス領
領主・リエンス王の列聖化によって急激な塩化現象と外敵による大規模襲撃が重なって廃墟と化した土地。
竜の物語
断絶の時代よりも前にブリテンに生息していた魔人や巨人、外敵の帝国などブリテンを内部や外部から狙う勢力との戦い。
冷却短縮
冷却に対する時間短縮の比率。
錬成
ミリオンコインで交換した素材を使って新しい装備を作る機能。
列聖王
聖遺物によって列聖の力を得たことにより、聖遺物による攻撃しか受け付けなくなっている。ファルサリアの伝承付与で本来のエクスカリバーと違う物になっているヘヴリディーズのアーサーの攻撃は通用しない。
ワイバーン
何者かに乗っ取られているキャメロット宮殿の玉座に出現した足が2本あり、翼が生えた竜のような生物。
ワーム
聖パトリックにより地形効果を書き換えられたことで丘陵キャムランに出現し始めた旧時代の生物。
我々
断絶の時代から各地に散らばった遺物の探索と管理を目的としてきた一族の末裔。断絶の時代より古き世界の「究極の奇跡」を呼び出そうとしている。

## 主題歌
REBELLION
水樹奈々によるオープニングテーマ。作詞はしほり、作曲は高尾奏之介、編曲は加藤裕介。
永遠のファラタイト
竹達彩奈によるアニメーションPV用テーマソング。作詞は悠希、作曲はAnother Infinity(Ryu☆、Starving Trancer)、編曲はStarving Trancer。
わんだぁ☆かりばぁ
ナックラヴィ(茜屋日海夏)、ティターニア(高橋李依)、ブリギッテ(芹澤優)、クーピー(東山奈央)、ボダッハ(三森すずこ)、ベトール(日高里菜)によるエンディングテーマ。作詞・作曲・編曲はmikito。

## スタッフ
- プロデューサー - 岩野弘明、内田久敬
- シナリオ原案/監修 - 鎌池和馬[6]
- 音楽 - ひぐうみSound（dai、zts、xaki、ラック眼力、Morrigan）[6]
- メインキャラクターデザイン - NIL、モフ[6]
- ディレクター - 下城雅明
- アートディレクター - 豊田洋輔
- キービジュアルイラストレーター - 牛木義隆
- 主題歌制作プロデュース - キングレコード株式会社
- 音響制作 - 株式会社奏、小泉紀介
- エンディングアニメーション制作 - 株式会社ポイント・ピクチャーズ[9]
- EDディレクター/演出/原画/コンポジット - 村澤晴海
- 作画監督 - MANASITA
- CG - 蜂屋雅幸
- 制作管理 - 高橋真
- アニメーションPV制作 - 株式会社MAPPA
- エンディングテーマプロデュース/アニメーションPVテーマプロデュース - エグジットチューンズ株式会社
- グラフィック制作 - 株式会社アメイジア、株式会社キュービスト、株式会社ジースタイル、株式会社ミリアッシュ
- 背景グラフィック制作 - 株式会社メテオライズ[10]
- シナリオ制作 - 有限会社月光 [1]、株式会社ミカガミ
- タイトルロゴデザイン - 有限会社BALCOLONY.

株式会社スクウェア・エニックス
- プロダクションエグゼクティブ - 松田洋祐、西角浩一
- エグゼクティブプロデューサー - 藤井聖士
- ディビジョン・エグゼクティブ - 渡邉勇樹
- シニアマネージャー - 渡邉典子
- マネージャー - 笠井正彦
- プロモーションリードプランナー - 木暮隆夫
- プロモーションプランナー - 芦原優子、室田静代、小宮慎平
- テクニカルディレクター - 大西康成、山本啓介、陳華
- アートデザイナー - 窪洋一、三木真宏、小幡怜央、長谷川靖、山下頌人、

ヴィジュアルワークス部
- ジェネラル・マネージャー/ディレクター - 生守一行
- アシスタントディレクター - 大山瑠理
- プロダクションコーディネーター - 手老祐香、石塚佳奈子、西堀槙、村田和華子
- デジタルアーティスト - 田所周三、小竹良欣、中村直樹、齋藤邦明、河原井康友、西中寛、Rahou Rabia、佐藤香
- 編集 - 宮岡悠介、井川康弘
- プロダクション・エンジニア - 河合裕文、宮崎圭介、長浜健、佐藤克則

サウンド部　　　　
- サウンドディレクター - 内村英樹
- サウンドデザイナー - 白銀大樹、平野友理
- プロジェクトマネージャー - 濱本一希
- プロジェクトアシスタント - 栄優子、軽部志保子、土屋文子

Special Thanks
- 鈴木大地、神戸駿、山﨑裕介、河村雄大、琢磨尚文、古川雄樹、下林公大、加島直弥、明石佳久、李政誠、大西康成、山本啓介、陳華、陳成、ソウニ、吉田寛史、中辻美緒、住野谷憲、渡邉典子、木暮隆夫、室田静代、芦原優子、笠井正彦、小宮慎平

## テレビアニメ
分割2クール形態で、2018年10月から12月にかけて第1シーズンが放送され、2019年4月から6月まで第2シーズンが放送された。Cパートは『弱酸性ミリオンアーサー』が放送される構成となっていた。

### スタッフ
- 原作 - スクウェア・エニックス
- 監督 - 鈴木洋平
- シリーズ構成 - 玉井☆豪
- キャラクターデザイン - 斉藤良成
- サブデザイン - 小野田将人
- 美術監督 - 内藤健
- 美術設定 - 大平司
- 色彩設計 - 溝江詩帆（第1シーズン）、日野亜朱佳（第2シーズン）
- 撮影監督 - 黒澤豊
- 編集 - 近藤勇二
- 音響監督 - 岩浪美和
- 音楽 - 椎名豪
- 音楽プロデューサー - 吉江輝成
- 音楽制作 - ランティス
- チーフプロデューサー - 神戸駿、伊平崇耶、洞美帆
- プロデューサー - 神部裕彦、吉江輝成、小野幹雄、川村仁、下城雅明（第1シーズン）、石橋諒一（第1シーズン）、内田久敬（第2シーズン）
- アニメーション制作プロデューサー - 藤代敦士
- プロデュース - ジェンコ
- アニメーション制作 - J.C.STAFF
- 製作 - 叛逆性ミリオンアーサー製作委員会（スクウェア・エニックス、bilibili、バンダイナムコアーツ、フィールズ、ハピネット、創通、GENCO）

### 主題歌（アニメ版）
オープニングテーマ
「ハイライト」（第1話 - 第10話）
作詞 - Kanata Okajima / 作曲・編曲 - 佐伯高志 / 歌 - 大橋彩香
「OPEN THE WORLDS」（第11話 - 第24話）
作詞 - ぽん / 作曲・編曲 - 小島英也 / 歌 - ORESAMA
エンディングテーマ
「KI-te MI-te HIT PARADE!」（第1話 - 第8話、第10話）
作詞・作曲・編曲 - TECHNOBOYS PULCRAFT GREEN-FUND / 歌 - パーリィ☆フェアリィ
「いとうつくしき光の中で」（第9話）
作詞 - 松井洋平 / 作曲 - 小高光太郎、UiNA / 編曲 - 石倉誉之、小高光太郎 / 歌 - 輝夜（大橋彩香）
「PEARLY×PARTY」（第11話 - 第22話、第24話）
作詞・作曲 - ORESAMA / 編曲 - 小島英也 / 歌 - パーリィ☆フェアリィ
挿入歌
「I sing a song for you」（第5話）
作詞 - 松井洋平 / 作曲 - Shilo / 編曲 - 遠藤直弥 / 歌 - 歌姫アーサー（内田真礼）
「Falsetto My Heart」（第6話）
作詞 - 松井洋平 / 作曲・編曲 - 三谷秀甫 / 歌 - 歌姫アーサー（内田真礼）
「いとうつくしき光の中で」（第23話）
作詞 - 松井洋平 / 作曲 - 小高光太郎、UiNA / 編曲 - 石倉誉之、小高光太郎 / 歌 - 輝夜（大橋彩香）

### 各話リスト
| 話数                | サブタイトル                       | 脚本        | 絵コンテ                | 演出                | 作画監督                                                                                  | 総作画監督                   |             |             |             |             |             |             |             |             |             |             |             |             |             |             |             |             |             |             |
| 第1シーズン         | 第1シーズン                        | 第1シーズン | 第1シーズン             | 第1シーズン         | 第1シーズン                                                                               | 第1シーズン                  | 第1シーズン | 第1シーズン | 第1シーズン | 第1シーズン | 第1シーズン | 第1シーズン | 第1シーズン | 第1シーズン | 第1シーズン | 第1シーズン | 第1シーズン | 第1シーズン | 第1シーズン | 第1シーズン | 第1シーズン | 第1シーズン | 第1シーズン | 第1シーズン |
| ------------------- | ---------------------------------- | ----------- | ----------------------- | ------------------- | ----------------------------------------------------------------------------------------- | ---------------------------- | ----------- | ----------- | ----------- | ----------- | ----------- | ----------- | ----------- | ----------- | ----------- | ----------- | ----------- | ----------- | ----------- | ----------- | ----------- | ----------- | ----------- | ----------- |
| 第一話              | 過去への叛逆                       | 玉井☆豪     | 米たにヨシトモ          | 奥野浩行            | 野田康行 谷川亮介 都築裕佳子                                                              | 斉藤良成                     |             |             |             |             |             |             |             |             |             |             |             |             |             |             |             |             |             |             |
| 第二話              | 禁断の聖剣                         | 玉井☆豪     | 高田耕一                | 佐々木純人          | 野田康行 中山由美 小松沙奈 からあげボウ 寿門堂                                            | 小森篤                       |             |             |             |             |             |             |             |             |             |             |             |             |             |             |             |             |             |             |
| 第三話              | 怒りの鉄拳                         | 玉井☆豪     | 鈴木恭兵 米たにヨシトモ | 鈴木恭兵 田中瑛     | 小野和美 角谷知美 加藤愛 小松沙奈 野田康行                                                | 小野田将人 斉藤良成          |             |             |             |             |             |             |             |             |             |             |             |             |             |             |             |             |             |             |
| 第四話              | 聖地より愛をこめて                 | 林壮太郎    | 高田耕一                | 則座誠              | 谷川亮介 都築裕佳子 山本雅章 中山由美                                                     | 谷川亮介 斉藤良成            |             |             |             |             |             |             |             |             |             |             |             |             |             |             |             |             |             |             |
| 第五話              | 腐った芸術                         | 長谷川勝己  | 鈴木行                  | 佐々木純人          | 大久保歩美 川島明子 飯飼一幸 中山由美 廣田茜 野田康行                                     | 佐藤正志                     |             |             |             |             |             |             |             |             |             |             |             |             |             |             |             |             |             |             |
| 第六話              | 星を釣ったアーサー                 | 長谷川勝己  | 湖山禎崇                | 田中瑛              | たなべようこ 佐藤嵩光 迫由里香 松岡謙治 角谷知美 小野和美                                 | 小森篤 斉藤良成              |             |             |             |             |             |             |             |             |             |             |             |             |             |             |             |             |             |             |
| 第七話              | 薔薇の蕾                           | 水上清資    | 高田耕一                | 粟井重紀 則座誠     | 小野和美 谷川亮介 多田和春 Jumondou Soul                                                  | 斉藤良成 谷川亮介            |             |             |             |             |             |             |             |             |             |             |             |             |             |             |             |             |             |             |
| 第八話              | 魔法少女と呼ばれて                 | 林壮太郎    | 渡部高志                | 奥野浩行            | 都築裕佳子 中山由美 小松沙奈 廣田茜 斉藤良成(アクション) 山本雅章(アクション)             | 小野田将人                   |             |             |             |             |             |             |             |             |             |             |             |             |             |             |             |             |             |             |
| 第九話              | いとうつくしき光の中で             | 玉井☆豪     | 鈴木行                  | 梶井瀬賀            | 角谷知美 小野和美 迫由里香 佐藤嵩光                                                       | 小森篤                       |             |             |             |             |             |             |             |             |             |             |             |             |             |             |             |             |             |             |
| 第十話              | 未来への絶望                       | 玉井☆豪     | 高田耕一 鈴木洋平       | 田中瑛 鈴木洋平     | 都築裕佳子 中山由美 小野和美 廣田茜 前田ゆり子                                            | 斉藤良成 小野田将人 谷川亮介 |             |             |             |             |             |             |             |             |             |             |             |             |             |             |             |             |             |             |
| 第2シーズン         |                                    |             |                         |                     |                                                                                           |                              |             |             |             |             |             |             |             |             |             |             |             |             |             |             |             |             |             |             |
| 第十一話            | 伝承の妖精                         | 玉井☆豪     | 高田耕一                | 石田美由紀 海宝興蔵 | 廣田茜 迫由里香                                                                           | 斉藤良成                     |             |             |             |             |             |             |             |             |             |             |             |             |             |             |             |             |             |             |
| 第十二話            | 団長失格                           | 林壮太郎    | 鈴木行                  | 村田尚樹            | 袴田裕二 金正男 谷口繁則                                                                  | 小野田将人 斉藤良成          |             |             |             |             |             |             |             |             |             |             |             |             |             |             |             |             |             |             |
| 第十三話            | さよなら、山ちゃん                 | 長谷川勝己  | 奥野浩行                | 奥野浩行            | 山中いづみ 都築裕佳子                                                                     | 小森篤                       |             |             |             |             |             |             |             |             |             |             |             |             |             |             |             |             |             |             |
| 第十四話            | 戦慄の秘湯！                       | 水上清資    | 田中瑛                  | 田中瑛 鈴木行       | 山中いづみ 都築裕佳子 迫由里香 パン・プイキ 亀山朋子                                      | 斉藤良成                     |             |             |             |             |             |             |             |             |             |             |             |             |             |             |             |             |             |             |
| 第十五話            | おいしいのがお好き                 | 水上清資    | 鈴木洋平                | 粟井重紀            | 佐藤嵩光 陳亮                                                                             | 小森篤                       |             |             |             |             |             |             |             |             |             |             |             |             |             |             |             |             |             |             |
| 第十六話            | 歌姫がやって来るヤァ！ヤァ！ヤァ！ | 水上清資    | 福島利規 鈴木行         | 清水一伸            | 廣田茜 迫由里香                                                                           | 小野田将人                   |             |             |             |             |             |             |             |             |             |             |             |             |             |             |             |             |             |             |
| 第十七話            | キャプテン団長                     | 長谷川勝己  | 鈴木行                  | 則座誠              | 迫由里香 山中いづみ 都築裕佳子 小松香苗 佐藤嵩光                                          | 斉藤良成                     |             |             |             |             |             |             |             |             |             |             |             |             |             |             |             |             |             |             |
| 第十八話            | 歴史の改竄                         | 水上清資    | 高田耕一                | 村田尚樹            | 袴田裕二 金正男 谷口繁則 廣田茜 斉藤良成                                                  | 小森篤 小野田将人            |             |             |             |             |             |             |             |             |             |             |             |             |             |             |             |             |             |             |
| 第十九話            | 奪われたエクスカリバー             | 林壮太郎    | 石山タカ明              | 石田美由紀          | 野田康行 山中いづみ パンプイキ 佐藤嵩光 迫由里香                                          | 斉藤良成                     |             |             |             |             |             |             |             |             |             |             |             |             |             |             |             |             |             |             |
| 第二十話            | 赤ずきんちゃん気をつけて           | 林壮太郎    | 鈴木行                  | 清水一伸            | 斉藤良成 山中いづみ 廣田茜 都築裕佳子 迫由里香 金正男 中島美子 永山恵 下江一正            | 小森篤 斉藤良成              |             |             |             |             |             |             |             |             |             |             |             |             |             |             |             |             |             |             |
| 第二十一話          | 合体への道のり                     | 水上清資    | 高田耕一 鈴木行         | 粟井重紀            | 王敏 柴晨鐘 周健 迫由里香                                                                 | 斉藤良成 迫由里香            |             |             |             |             |             |             |             |             |             |             |             |             |             |             |             |             |             |             |
| 第二十二話          | 伝承の終焉                         | 玉井☆豪     | 高田耕一 鈴木行         | 田中瑛              | 佐藤嵩光 廣田茜 パン・プイキ 山中いづみ 谷川亮介 谷口繁則 斉藤良成                        | 小森篤 斉藤良成              |             |             |             |             |             |             |             |             |             |             |             |             |             |             |             |             |             |             |
| 第二十三話          | 叛逆の未来へ                       | 玉井☆豪     | 鈴木洋平 高田耕一       | 野上良之            | 廣田茜 佐藤嵩光 林央剛 中島美子 金正男 杉田葉子 山中いづみ 関本美穂 パン・プイキ 迫由里香 | 小森篤 斉藤良成              |             |             |             |             |             |             |             |             |             |             |             |             |             |             |             |             |             |             |
| 第二十四話 TV未放映 | さらば愛しの団長                   | 玉井☆豪     | 田中瑛 鈴木行           | 田中瑛 野上良之     | 中山由美 藤井昌宏 小野和美 金正男 中島美子 谷川亮介 小川浩司 山中いづみ パン・プイキ      | 小森篤 斉藤良成              |             |             |             |             |             |             |             |             |             |             |             |             |             |             |             |             |             |             |

### 放送局
| 放送期間                  | 放送時間                     | 放送局     | 対象地域 | 備考                      |
| ------------------------- | ---------------------------- | ---------- | -------- | ------------------------- |
| 2018年10月25日 - 12月27日 | 木曜 22:00 - 22:30           | TOKYO MX   | 東京都   |                           |
|                           | 木曜 23:00 - 23:30           | AT-X       | 日本全域 | CS放送 / リピート放送あり |
|                           |                              | BS11       | 日本全域 | BS放送 / 『ANIME+』枠     |
| 2018年10月26日 - 12月28日 | 金曜 2:00 - 2:30（木曜深夜） | サンテレビ | 兵庫県   |                           |
|                           | 金曜 2:35 - 3:05（木曜深夜） | テレビ愛知 | 愛知県   |                           |

| 配信期間                      | 配信時間        | 配信サイト |
| ----------------------------- | --------------- | --- |
| 2018年10月26日 - 12月28日     | 金曜 12:00 更新 | dアニメストア |
| 2018年10月30日 - 2019年1月1日 | 火曜 0:00 更新  | Amazonビデオ dTV FOD Playストア YouTube HAPPY!動画 J:COMオンデマンド ビデオパス みるプラス Rakuten TV TSUTAYA TV アニメ放題 U-NEXT VIDEX GEO TV ニコニコチャンネル バンダイチャンネル ビデオマーケット ふらっと動画 GYAO!ストア ひかりTV ムービーフルPlus |

| 放送期間               | 放送時間                     | 放送局     | 対象地域 | 備考                      |
| ---------------------- | ---------------------------- | ---------- | -------- | ------------------------- |
| 2019年4月4日 - 6月27日 | 木曜 22:00 - 22:30           | TOKYO MX   | 東京都   |                           |
|                        | 木曜 23:00 - 23:30           | AT-X       | 日本全域 | CS放送 / リピート放送あり |
|                        |                              | BS11       | 日本全域 | BS放送 / 『ANIME+』枠     |
| 2019年4月5日 - 6月28日 | 金曜 1:30 - 2:00（木曜深夜） | サンテレビ | 兵庫県   |                           |
|                        | 金曜 2:35 - 3:05（木曜深夜） | テレビ愛知 | 愛知県   |                           |

| 配信期間               | 配信時間        | 配信サイト |
| ---------------------- | --------------- | --- |
| 2019年4月5日 - 6月28日 | 金曜 12:00 更新 | dアニメストア |
| 2019年4月9日 - 7月2日  | 火曜 0:00 更新  | Amazonビデオ dTV FOD Playストア YouTube HAPPY!動画 J:COMオンデマンド ビデオパス みるプラス Rakuten TV TSUTAYA TV アニメ放題 U-NEXT VIDEX GEO TV ニコニコチャンネル バンダイチャンネル ビデオマーケット ふらっと動画 GYAO!ストア ひかりTV ムービーフルPlus |

### BD
| 巻 | 発売日        | 収録話          | 規格品番  |
| -- | ------------- | --------------- | --------- |
| 1  | 2019年3月2日  | 第1話 - 第4話   | BIXA-1251 |
| 2  | 2019年4月2日  | 第5話 - 第8話   | BIXA-1252 |
| 3  | 2019年7月2日  | 第9話 - 第12話  | BIXA-1253 |
| 4  | 2019年8月2日  | 第13話 - 第16話 | BIXA-1254 |
| 5  | 2019年9月3日  | 第17話 - 第20話 | BIXA-1255 |
| 6  | 2019年10月2日 | 第21話 - 第24話 | BIXA-1256 |